# La orden
La orden (The Religion en inglés) es una novela de ficción histórica del psiquiatra y escritor británico Tim Willocks. Es el primer libro —y el único publicado aún— de una trilogía proyectada como Trilogía de Tannhauser (Tannhauser Trilogy).

## Trama
La novela está situada en el Gran Sitio de Malta en 1565, cuando Solimán el Magnífico, emperador del Imperio otomano, declaró una yihad contra la Orden de los Caballeros de San Juan, más conocida hoy como Orden de Malta. Un gran ejército turco se aproxima a fortaleza cristiana en la isla de Malta. Los turcos conocen a los Caballeros como los sabuesos del infierno. Los Caballeros se hacen llamar La Orden (The Religion en la obra en inglés).
Un capitán ficticio, el sajón Mattias Tannhauser, cuya familia fue asesinada, fue entrenado y se convirtió en jenízaro en el ejército del Imperio otomano. Después de años de servicio, es rechazado por la vida feroz que vive y se convierte en un comerciante de armas y de opio en Sicilia, con el objetivo de hacerse rico con dos amigos. Como soldado de fortuna, se ve obligado a regresar de su retiro para ayudar a la Orden de Malta contra el ejército de Solimán el Magnífico, que ocupaba parte de la costa de la isla de Malta, concedida por Carlos V a la Orden. 
En Mesina, Sicilia, la condesa francesa, Carla la Penautier, busca un pasaje a Malta para buscar a su hijo perdido que fue adoptado al nacer hace doce años. Mattias Tannhauser accede acompañar a la condesa a Malta, donde tratan de encontrar al niño -cuya cara nunca han visto- y sacarlo de la guerra santa.

## Personajes
| Personaje            | Afiliación                                             | Ficticio |
| -------------------- | ------------------------------------------------------ | -------- |
| Mattias Tannhauser   | Protagonista                                           | Sí       |
| Bors de Carlisle     | Amigo de Tannhauser                                    | Sí       |
| Carla la Penautier   | Condesa que busca a su hijo                            | Sí       |
| Amparo               | Criada de la condesa/habitualmente para actos sexuales | Sí       |
| Ludovico Ludovici    | Inquisidor                                             | Sí       |
| Jean La Vallete      | Gran maestre hospitalario                              | No       |
| Solimán el Magnífico | Emperador otomano                                      | No       |